# Marian Grześczak

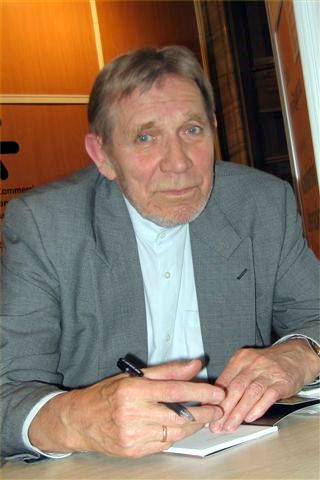
Marian Grześczak

Marian Grześczak (Nochowo, 22 maart 1934 – Warschau, 27 januari 2010) was een Pools dichter, romancier, toneelschrijver, essayist, vertaler en literair criticus.
Grześczak studeerde van 1952 tot 1956 Poolse literatuur en bohemestiek aan de Adam Mickiewicz Universiteit in Poznań. Hij werd oprichter van de dichtersvereniging Wierzbak en was mede-uitgever van de tijdschriften Poezja, Scena, Tygodnik Kulturalny en Twórczość. Tussen 1990 en 1996 was hij als Pools consul in Tsjecho-Slowakije, adviseur op de ambassade in Slowakije en directeur van het Poolse Instituut in Bratislava.

## Werken (selectie)
- Lumpenezje (1960)
- Sierpień, tętnienie (1975)
- Odyseja, Odyseja (1976)
- Kwartał wierszy (1980)
- Wiersze wybrane (1977)
- Atena strząsająca oliwki (2003)
- Baran na złotej morwie (2004)
- Snutki (2006)
- Widziane w blasku. Czwartek w czerni (2006)

- Bibliothèque nationale de France: cb14522398v (data)
- Gemeinsame Normdatei: 132731290
- International Standard Name Identifier: 0000 0000 7843 108X
- Library of Congress Control Number: n81040562
- Nationale Bibliotheek van Tsjechië: ola2003193998
- Nationale Bibliotheek van Israël: 987007274346205171
- Nederlandse Thesaurus van Auteursnamen: 133353303
- Système universitaire de documentation: 108432629
- Virtual International Authority File: 47931176
- WorldCat: E39PBJgHhtfrPDCj3gqkDQBHG3